# Arycanda brunneotacta
Arycanda brunneotacta là một loài bướm đêm trong họ Geometridae.